# Eunica augusta
Eunica augusta är en fjärilsart som beskrevs av Bates 1866. Eunica augusta ingår i släktet Eunica och familjen praktfjärilar. Inga underarter finns listade i Catalogue of Life.